# 巴兹夸奇
巴兹夸奇（英文：Batsquatch）是指出没于美国华盛顿州斯卡梅尼亚县圣海伦火山的神秘动物，其被描述巨型半猿、半蝙蝠的怪物，有着狼的吻部、鸟类的脚、蝙蝠翅膀、蓝色毛皮与尖锐牙齿。巴兹夸奇在1980年5月18日圣海伦火山爆发后才被首次目击到，一些目击者看见一只怪物在空中翱翔，甚至有人声称它袭击了牲畜与宠物。
1994年4月，布莱恩·坎菲尔德（Brian Canfield）驱车通过一条偏僻公路时目击一只高约9英尺、毛皮呈蓝色、长着鸟类脚爪与蝙蝠翅膀的“类人猿”。同年的另一起目击事件中，目击者布奇·惠特克（Butch Whittaker）看见一只巨型有翼人形生物在空中飞过。1998年，一位目击者声称在2月3日晚看见一辆卡车撞到一个紫色有翼人形生物，但这一目击事件被怀疑是否真实可靠。神秘动物学研究者布伦特·斯威瑟（Brent Swancer）认为，巴兹夸奇的故事可能是只是一场骗局。